# Hello
是英語中常用的問候語，在英語中意思相同的問候語還有和，早在1883年即有詞典收錄此詞。除了英語，許多歐洲語言中也有類似的詞彙，像是德語、葡萄牙語、西班牙語、俄語和匈牙利語等。
一詞在中文裡對應的問候語是「你好」，但這個英語詞彙现在也常见于中文日常交談，包括音譯為「哈囉」。
由于英语国家（尤其是美国）经济文化影响力在近年来的膨胀式扩大，这个词语几乎成为全球范围通用的见面问候语。常用于熟人见面打招呼，打电话，甚至网上聊天。
近期，在台灣學生網站批踢踢實業坊以及場外休憩區等網站上常被用於調侃尷尬場面之詞，最常出現的用法為「是在哈囉？」